# Liste des maires de Neuilly-sur-Seine
Cet article dresse la liste des maires de Neuilly-sur-Seine de 1790 à aujourd'hui.

## Liste des maires
| No | Portrait | Nom                             | Période        | Période          | Appartenance politique | Notes                              |
| -- | -------- | ------------------------------- | -------------- | ---------------- | ---------------------- | ---------------------------------- |
| 1  |          | Nicolas Delaizement (1740-1813) | 7 février 1790 | 14 novembre 1790 |                        | Premier maire de Neuilly-sur-Seine |
| 2  |          | Michel Saulnier                 | 1790           | 1792             |                        |                                    |

### Sous la Première République
| No | Portrait | Nom                   | Période | Période | Appartenance politique | Notes |
| -- | -------- | --------------------- | ------- | ------- | ---------------------- | ----- |
| 3  |          | Jean-Baptiste Girard  | 1792    | 1793    |                        |       |
| 4  |          | Jean-Baptiste Boutard | 1793    | 1795    |                        |       |
| 4  |          | Jean-Baptiste Boutard | 1801    | 1808    |                        |       |

| Période                                  | Période                      | Identité                              | Étiquette                                      | Qualité |
| ---------------------------------------- | ---------------------------- | ------------------------------------- | ---------------------------------------------- | --- |
| Les données manquantes sont à compléter. |                              |                                       |                                                | |
| 1808                                     | 1813                         | Jean-François Delabordère (d)         |                                                | |
| 1813                                     | 1814                         | Jean-Baptiste Chaptal                 |                                                | Fils du chimiste Jean-Antoine Chaptal, inventeur de la chaptalisation du vin, député de Paris à la Chambre des représentants en 1815. |
| 1814                                     | 1829                         | Jean-François Delabordère             |                                                | Prêtre. |
| 1830                                     | 1832                         | Louis Raimbault (d)                   |                                                | |
| 1832                                     | 1843                         | Jean Labie (d)                        |                                                | Notaire, chevalier de la Légion d'honneur, né le 3 décembre 1790 à Brantôme (Dordogne), mort le 30 juin 1851 dans le quartier des Ternes |
| 1843                                     | 1848                         | Joseph-François Garnier (d)           |                                                | Médecin (1796-1865), fils de Joseph-François Garnier (1755-1825), hautboïste et compositeur. |
| 1848                                     | 1848                         | Louis Évariste Soyer (d)              |                                                | Médecin né le 8 mai 1805 à Fonches (Somme), mort le 20 avril 1870 à Neuilly. |
| 1848                                     | 1849                         | Antoine Simonnet (d)                  |                                                | |
| 1849                                     | 1851                         | Jean-André Andrau (d)                 |                                                | |
| 1851                                     | 1868                         | Narcisse Ancelle                      |                                                | Notaire de Charles Baudelaire. Sa fille Louise Eugénie Ancelle (1833-1900) épousa à Neuilly en 1860 Ferdinand Oreille de Carrière (1820-1876), un fils illégitime né posthume de Charles Ferdinand d'Artois (1778-1820), duc de Berry. |
| 1868                                     | 1870                         | Charles Ybry (d)                      |                                                | Ingénieur éminent (trisaïeul paternel d'Emmanuelle de Dampierre). Conseiller municipal. (* Paris, 1819 - † Neuilly-sur-Seine, 1883). |
| 1870                                     | 1870                         | Jean-François Houssay (d)             |                                                | Né le 26 avril 1803, mort le 11 décembre 1870 |
| 1870                                     | 1871                         | Achille Boyriven (d)                  |                                                | |
| 1871                                     | 1875                         | Louis Manier (d)                      |                                                | |
| 1875                                     | 1886                         | Victor Daix (d)                       |                                                | Maître de pension, officier de l'Instruction publique (1832-1909) |
| 1886                                     | 1888                         | Ferdinand Rousselet (d)               |                                                | Ancien conducteur des Ponts-et-Chaussées, franc-maçon, mort en 1889. |
| 1888                                     | 1901                         | Général Jean-François Henrion-Bertier |                                                | A participé aux campagnes d'Italie, de Crimée et d'Afrique et à la guerre franco-allemande de 1870, conseiller municipal depuis 1885, mort en fonction en 1901. |
| 1901                                     | 1904                         | Georges Huet (d)                      |                                                | |
| 1904                                     | 1908                         | Alexandre Bertereau (d)               |                                                | |
| 1908                                     | 1914                         | Édouard Nortier                       | Républicains progressistes                     | Négociant, député à partir de 1911, mort pour la France le 6 novembre 1914. |
| 1914                                     | 1919                         | Marie-Georges Bertrand (d)            |                                                | Premier adjoint, occupe les fonctions de maire durant la Première Guerre mondiale. |
| 1919                                     | 1927                         | Ernest Deloison (d)                   |                                                | Ancien consul de France en Belgique, aux États-Unis et en Australie (Melbourne), conseiller municipal depuis 1903, mort en fonction et enterré le 22 juillet 1927. |
| 1927                                     | 1942                         | Edmond Bloud                          | PDP (ancêtre du MRP)                           | Éditeur - Fondateur du Comité catholique des Amitiés françaises à l'Étranger (1915) - Conseiller général (1920) et député (1928) de la Seine, révoqué par Vichy en 1942, réhabilité en 1945 et décédé en 1948. |
| 1942                                     | 1944                         | Max Roger (d)                         |                                                | Docteur en chimie, industriel de la parfumerie, nommé par Vichy, révoqué à la Libération. |
| 1944                                     | 1945                         | Eugène Van der Meersch Décédé en 1967 |                                                | Résistant FFI / Libération-Nord, Président du Comité de libération nationale de Neuilly, Ultérieurement conseiller général RPF et député gaulliste du Nord |
| 1945                                     | 1947                         | Charles Metman (1890-1952)            | Indépendant                                    | Conseiller municipal depuis 1935, Conservateur au Musée des Arts décoratifs depuis 1920 et au musée Nissim-de-Camondo depuis 1936. Éponyme d'une voie de la commune. |
| 1947                                     | avril 1983                   | Achille Peretti                       | RPF, URAS, RS, UNR, UNR - UDT, UD-Ve, UDR, RPR | Compagnon de la Libération, commissaire de police puis préfet Ancien conseiller général d'Ajaccio-1 (1945 → 1951) Conseilller général de Neuilly-sur-Seine-Sud (1970 → 1976) Député de la Seine puis des Hauts-de-Seine (6e circ.) (1958 → 1977) Président de l'Assemblée nationale (1969 → 1973) Membre du Conseil constitutionnel (1977 → 1983) Mort en fonction Éponyme d'une voie de la commune. |
| 1983                                     | 2002                         | Nicolas Sarkozy                       | RPR puis UMP                                   | Avocat Député des Hauts-de-Seine 6e circ.) (1988 → 2002 et de mars à juillet 2005) Ministre à plusieurs reprises Président du Conseil général des Hauts-de-Seine (2004 → 2007) Président de la République (2007 → 2012) |
| 2002                                     | 2008                         | Louis-Charles Bary                    | UMP                                            | Chef d'entreprise, ancien vice-président du CNPF Conseiller général de Neuilly-sur-Seine-Sud (1976 → 2008), Vice-président du conseil général des Hauts-de-Seine [1982 → 2008). |
| 2008                                     | En cours (au 2 février 2023) | Jean-Christophe Fromantin             | DVD (TEM)                                      | Chef d'entreprise, Député des Hauts-de-Seine (6e circ.) (2012 → 2017), Conseiller général de Neuilly-sur-Seine-Nord (2011 → 2012), Conseiller départemental de Neuilly-sur-Seine (2021 → ) Vice-président de l'EPT Paris Ouest La Défense (2016 → ) Réélu pour le mandat 2020-2026 |

## Pour approfondir